# Geras (miasto)
Geras – miasto w Austrii, w kraju związkowym Dolna Austria, w powiecie Horn. Liczy 1 379 mieszkańców (1 stycznia 2014).
Znajduje się tutaj opactwo norbertanów.